# Студентски протест 1992. године у Нишу
Студентски протест 1992. године у Нишу је организован након мартовских демонстрација 1991. године. Иако су београдски студенти започели протест против режима Слободана Милошевића, врло брзо су им се придружили и студенти из Ниша и Новог Сада.  

## Захтеви протеста
Представници студената београдског универзитета 08.06.1992. године захтевали су:
1. Формирање Владе националног спаса - коју би чинили најумнији и најспособнији грађани Србије који би својим угледом у земљи и свету вратили Србији место које му са правом припада у светској заједници и спречити крвопролиће и разједињавање српског народа;
2. Распуштање Народне скупштине и Владе Републике Србије због тога што су водиле крајње некомпетентну и неуспелу политику и тиме директно изневериле народ који представљају;
3. Оставку председника Републике Србије, Слободана Милошевића, као главног носиоца ове политике;
4. Расписивање вишестраначких избора за Уставотворну Скупштину од стране Владе националног спаса.

Студенти Београдског универзитета, предвођени Савезом студената Електротехничког факултета, започињу демонстрације под називом „Студентски протест 1992.” које су трајале читаво лето. Њима се придружују студенти из Ниша и Новог Сада.
Протест се одвијао на платоу испред Филозофски факултет Универзитета у Београду, и у просторијама овог и осталих факултета на Студентски трг. Организовани су концерти, представе, предавања и перформанси.
Студентски протест у Нишу почиње истог дана када и у Београду. Први ступају у протест студенти Електронског факултета и станари Студентског дома код техничких факултета (Павиљон 4). Одлуку о ступању у протест 15. 06 .1992. године потписује Штрајкачки одбор. 

## Значајни датуми Студентског протеста 1992. године
Значајни датуми Студентског протеста 1992. године: 
- 30. мај: Генерална скупштина УН доноси Резолуцију 757 којом на снагу ступају санкције према СР Југославија.
- 01. јун: Од раног јутра, на Електротехничком факултету студенти спонтано протестују и траже реакцију Савеза студената. Одлуку да покрену протест доносе лидери Савеза студената Електротехничког факултета у Београду, независног студентског листа „Врење“, Студентске међуфакултетске асоцијације и Форума теразијског парламента: Милан Ристић Риста, Освалд Томовић, Горан Ћирић, Александра Рашић, Нађа Сабљаковић, Александар Губаш, Мира Трајковић, Бранкица Аћимовић, Слободан Томић, Александра Весић, Горан Филиповић, Бранимир Кузмановић, Горан Лапчевић, Зоран Поповић, Олга Кавран[2], Борис Стајковац, Александар Вранић, Милан Јовановић, Борко Драшковић, Влатко Секуловић, Ненад Вујић, Зоран Степановић, Денис Павличић, Бранко Јанковић и Сава Величковић. Током преподнева, већ су написани и захтеви Студентског протеста, који ће се неколико дана касније појавити у јавности. Први пут се појављује и званичан захтев за оставком Слободана Милошевића.
- 03. јун: На Електротехничком факултету у Београду је организован састанак већине студентских организација Београдског универзитета. Присутни су и представници Савеза студената Београда, под руководством Славише Орловића. На састанку се први пут званично појављују четири захтева Студентског протеста '92. Након врло бурне расправе захтеви се у начелу прихватају, али се коначна одлука о почетку протеста одлаже за следећи састанак.
- 04. јун - Одржан је миран протест студената београдског Универзитета испред Техничких факултета на коме је присуствовало 3000 студената.
- 05. јун: Састанак представника 33 студентске организације у просторијама Савеза студената Београда. Уз опречна мишљења и полемике, једини резултат је био заказивање новог састанка. Извршни одбор Савеза студената Студентског града организује неуспешан митинг са захтевима да се руској и америчкој амбасади упути ултиматум за повлачење санкција.
- 07. јун: У Студентском граду, група студената, станара дома, организује митинг подршке Иницијативном одбору Студентског протеста.
- 08. јун: Представници тридесетак факултета и асоцијација Београда усагласило је Проглас студената београдског универзитета.
- 15. јун:  Званичан почетак протеста у Београду и Нишу. У Нишу почиње на Електронском факултету, коме се прикључују студенти Машинског факултета и Грађевинског факултета.
- 17. јун: Разговор Слободана Милошевића са делегацијом БУ. Након разговора следи бурна реакција универзитетске јавности и додатни импулс протеста.
- 22. јун: Наставно - научно веће Универзитета у Нишу подржало захтеве студената - учесника у протесту.
- 27. јун: Свестудентски сабор у Београду.
- 28. јун: Почетак Видовданског сабора у Београду.
- 09. јул: Формирање Одбора студентског протеста Србије.
- 15. јул: Завршетак „Прве фазе” Студентског протеста ’92.

## Структура протеста
Оперативно тело је председништво. Одбор и председништво спадају у најуже језгро протеста. Они координирају највећи део акција, заступају протест у јавности, званично реагују на неадекватно представљање протеста. У Нишу је основна сврха Одбора, нарочито у првим данима протеста била усклађивање са дешавањима у Београду. Последњих дана протеста, на иницијативу Одбора из Ниша, изнет је 02. јула. предлог формирања Одбора студентског протеста Србије. 
ПРЕДЛОГ ЗА ФОРМИРАЊЕ ОДБОРА НА НИВОУ СРБИЈЕ: 
- Име: 1) Организациони одбор Универзитета Србије; 2) Координационо тело Одбора студентског протеста Универзитета Србије.
- Састав: Београд (4 члана), Ниш (2 члана), Нови Сад (2 члана), Крагујевац (2 члана), Приштина (2 члана);
- Седиште: Београд;
- Председавајући: Београд;
- Кворум: 1/2 + 1 = 7 чланова;
- Одлучивање: Простом већином;
- Састанци: редовни - једном месечно и ванредни - по потреби;
- Циљ: 1) Испуњење захтева студената Србије и 2) Стварање аутентичне студентске организације у Србији;
- Начин деловања: Користећи сва демократска средства притиска на органе власти у држави и на Универзитетима;
- Напомена: У догледно време приступити доношењу Програма и Статута организације. Када се стекну услови извршити демократске изборе за аутентичне представнике студената[1].

## Однос са званичним студентским институцијама
1. Савез студената Универзитета у Нишу, односно његов Универзитетски одбор није се огласио у јавности ниједним званичним обавештењем у коме би се одредио према Студентском протесту ’92;
2. Студентски културни Центар у Нишу - у току трајања протеста, а ни после њега, ни у једном тренутку се није обратио јавности саопштавајући свој став према протесту;
3. PRESSING - PRESSING је студентски лист. Његов оснивач и издавач је СС Универзитета у Нишу. Почиње да излази 1991. године, најпре као подлистак у омладинском гласилу „Графит”, а затим и као самостално издање. Ипак, док траје студентски протест ’92 у Нишу се појављује се ниједно посебно издање листа. У броју који излази из штампе непосредно по његовом завршетку нема ниједног текста посвећеног протесту студената нишког Универзитета. Тако се десило да једно студентско гласило ниједном реченицом не забележи тако дуготрајан протест;
4. Студентски радио програм „10” - почиње са радом средином 1991. године и сам почетак деловања овог програма представља пионирски подухват, будући да до тада није постојала ниједна емисија која се бавила искључиво студентским питањима. Почетак рада је несумњиво заслуга челника СС који су искористили попустљиву климу „градских структура” после „плишане револуције”. Радио програм „10” се емитује сваког радног дана у трајању од сат времена. Два дана након отпочињања протеста - 17. 06. 1992 упућен је захтев Радио Нишу - Студентском радио програму „10” за уступање термина за представнике Протеста. Након тога у наредном периоду у овом програму подједнако су заступљени ставови СС и Одбора студентског протеста. Ниједна од објављених вести није добила ни негативан ни позитиван коментар, на тај начин Студентски програм је успео да задржи професионални ниво у извештавању. Због редовне летње паузе, програм је прекинуо рад 30. јуна, те није дочекао престанак протеста[1].

## Ректор и професори међу студентима у протесту
„Универзитетски наставници нису једина популација унутар система високог образовања која се колеба између покорности, пасивног отпора и побуне” - Слободан Дракулић
24. јуна. 1992. године у амфитеатру Електронског факултетана збору који је организовао Одбор студентског протеста ’92, заједно са свим осталим проректорима и појединим деканима (изостали су Техничког Машинског, Економског и Факултета заштите на раду) студентима се обратио др Бранимир Ђорђевић, редовни професор Електронског факултета и ректор Универзитета у Нишу. Прес служба, након обраћања, обавестила је ширу јавност на следећи начин:
„Циљ обраћања је био да Ректор образложи одлуку Наставно - научног већа донету на тајном гласању са 15 гласова ЗА и 10 ПРОТИВ у коме се подржавају захтеви студената изражени у Прогласу студената. Ректор је недвосмислено изјавио да ће се с обзиром на одлуку Наставно - научног већа у јавности заступати захтеве студената, те разрешио неспоразуме настале око своје интерпретације текста одлуке која одступа од записника и стенограма. На питање новинара: “Да ли ће после Вашег пристанка на наше захтеве бити сукоба у партији којој припадате, прецизније Социјалистичкој Партији Србије?” Господин ректор је одговорио: Ја сам одувек био човек који мисли својом главом. Мени нико не може рећи на којој ћу страни бити“.
Списак осталих професора и сарадника, који су пружали подршку студентима: 
| Име и презиме            | Научна титула                 | Универзитетско звање          | Наставни предмет                                               | Факултет    |
| ------------------------ | ----------------------------- | ----------------------------- | -------------------------------------------------------------- | ----------- |
| 1. Градимир Миловановић  | Доктор математичких наука     | Редовни професор Математика 1 | Нумеричка математика                                           | Електронски |
| 2. Димитрије Стефановић  | Доктор електротехничких наука | Редовни професор              | Материјали за електронику/ Оптоелектроника                     | Електронски |
| 3. Драгутин Величковић   | Доктор електротехничких наука | Редовни професор              | Електромагнетика                                               | Електронски |
| 4. Лидија Стефановић     | Доктор математичких наука     | Доцент                        | Математика 2                                                   | Електронски |
| 5. Нинослав Стојадиновић | Доктор електротехничких наука | Редовни професор              | Микроелектроника                                               | Електронски |
| 6. Радосав Ђорђевић      | Доктор математичких наука     | Редовни професор              | Математика 1                                                   | Електронски |
| 7. Богдан Ђуровић        | Дипломирани социолог          | Асистент - приправник         | Социологија рада са економијом                                 | Машински    |
| 8. Војислав Стојиљковић  | Доктор машинских наука        | Редовни професор              | Обрада пластичном деформацијом /Обрада резањем                 | Машински    |
| 9. Драгољуб Б. Ђорђевић  | Доктор социолошких наука      | Ванредни професор             | Социологија са филозофијом природних наука                     | Машински    |
| 10. Предраг Поповић      | Доктор машинских наука        | Редовни професор              | Машине за обраду деформисањем                                  | Машински    |
| 11. Никола Цекић         | Доктор архитект. наука        | Доцент                        | Пројектовање друшт. зграда / Основи пројектовања               | Грађевински |
| 12. Томислав Игић        | Доктор грађевинских наука     | Ванредни професор             | Техничка механика 2 / Отпорност материјала                     | Грађевински |
| 13. Томислав Радоичић    | Доктор грађевинских наука     | Редовни професор              | Бетонски мостови / Бетонске и предход. напрегнуте конструкције | Грађевински |
| 14. Марко Секуловић      | Доктор економских наука       | Ванредни професор             | Економске доктрине                                             | Економски   |
| 15. Стојан Богдановић    | Доктор математичких наука     | Редовни професор              | Математика                                                     | Економски   |
| 16. Владимир Нешић       | Доктор психолошких наука      | Ванредни професор             | Социјална психологија / Психологија                            | Филозофски  |
| 17. Драган Жунић         | Доктор социолошких наука      | Ванредни професор             | Социологија уметности                                          | Филозофски  |
| 18. Драшко Бјелица       | Магистар филозофских наука    | Асистент                      | Логика/ Увод у филозофију                                      | Филозофски  |
| 19. Душан Ћирић          | Доктор математичких наука     | Ванредни професор             | Топологија / Математичка анализа 1                             | Филозофски  |
| 20. Миодраг Миленковић   | Магистар социолошких наука    | Асистент                      | Социологија сазнања/ Социологија религије                      | Филозофски  |
| 21. Мирослав Ћирић       | Доктор математичких наука     | Доцент                        | Алгебра 3                                                      | Филозофски  |
| 22. Слободанка Китић     | Магистар филолошких наука     | Асистент                      | Енглески језик                                                 | Филозофски  |
| 23. Јадран Стојановић    | Дипломирани математичар       | Асистент - приправник         | Математика                                                     | Филозофски  |